# Мічель Батіста
Мічель Батіста Мартінез (ісп. Michel Batista Martínez; нар. 20 квітня 1984, Камагуей, провінція Камагуей) — кубинський борець вільного стилю, бронзовий призер чемпіонату світу, чотириразовий чемпіон, срібний та бронзовий призер Панамериканських чемпіонатів, чемпіон Панамериканських ігор, чемпіон Центральноамериканських і Карибських ігор, срібний призер Кубку світу, бронзовий призер Олімпійських ігор.

## Життєпис
Боротьбою почав займатися з 1993 року. Виступав переважно у змаганнях з вільної боротьби. У 2002 році взяв участь у Панамериканському чемпіонаті серед юніорів у змаганнях з обох видів боротьби — вільної та греко-римської і в обох став чемпіоном. У 2010 році повторив цей виступ на дорослому рівні і знову став чемпіоном з вільної боротьби, а у змаганнях з греко-римської посів шосте місце.
Виступав за спортивний клуб Cerro Pelado Гавана. Тренер — Хуліо Мендьєта.

## Спортивні результати на міжнародних змаганнях

### Виступи на Олімпіадах
| Змагання                    | Збірна | Вагова категорія          | Місце  |
| --------------------------- | ------ | ------------------------- | ------ |
| Літні Олімпійські ігри 2008 | Куба   | вільна боротьба, до 96 кг | Бронза |

На літніх Олімпійських іграх 2008 року в Пекіні Мічель Батіста поступився у чвертьфіналі Таймуразу Тігієву з Казахстану, який вийшов у фінал і здобув срібну нагороду. У втішній сутичці за бронзову медаль Батіста поступився Гіоргі Гогшелідзе з Грузії і залишився без нагороди. Однак 17 листопада 2016 року Таймураз Тігієв був позбавлений срібної медалі у ваговій категорії до 96 кг після виявлення заборонених препаратів в повторному аналізі його допінг-проби, взятої на літніх Олімпійських іграх 2008 року в Пекіні. Його медаль перейшла до Гіоргі Гогшелідзе, а бронзова нагорода останнього перейшла до кубинця.

### Виступи на Чемпіонатах світу
| Змагання                        | Збірна | Вагова категорія          | Місце  |
| ------------------------------- | ------ | ------------------------- | ------ |
| Чемпіонат світу з боротьби 2005 | Куба   | вільна боротьба, до 96 кг | 19     |
| Чемпіонат світу з боротьби 2006 | Куба   | вільна боротьба, до 96 кг | Бронза |
| Чемпіонат світу з боротьби 2007 | Куба   | вільна боротьба, до 96 кг | 20     |
| Чемпіонат світу з боротьби 2010 | Куба   | вільна боротьба, до 96 кг | 7      |

### Виступи на Панамериканських чемпіонатах
| Змагання                                   | Збірна | Вагова категорія                  | Місце  |
| ------------------------------------------ | ------ | --------------------------------- | ------ |
| Панамериканський чемпіонат з боротьби 2005 | Куба   | вільна боротьба, до 96 кг         | Золото |
| Панамериканський чемпіонат з боротьби 2006 | Куба   | вільна боротьба, до 96 кг         | Срібло |
| Панамериканський чемпіонат з боротьби 2007 | Куба   | вільна боротьба, до 96 кг         | Бронза |
| Панамериканський чемпіонат з боротьби 2008 | Куба   | вільна боротьба, до 96 кг         | Золото |
| Панамериканський чемпіонат з боротьби 2009 | Куба   | вільна боротьба, до 96 кг         | Золото |
| Панамериканський чемпіонат з боротьби 2010 | Куба   | вільна боротьба, до 96 кг         | Золото |
| Панамериканський чемпіонат з боротьби 2010 | Куба   | греко-римська боротьба, до 120 кг | 6      |
| Панамериканський чемпіонат з боротьби 2014 | Куба   | вільна боротьба, до 125 кг        | 10     |

### Виступи на Панамериканських іграх
| Змагання                  | Збірна | Вагова категорія          | Місце  |
| ------------------------- | ------ | ------------------------- | ------ |
| Панамериканські ігри 2007 | Куба   | вільна боротьба, до 96 кг | Золото |
| Панамериканські ігри 2011 | Куба   | вільна боротьба, до 96 кг | 7      |

### Виступи на Центральноамериканських і Карибських іграх
| Змагання                                     | Збірна | Вагова категорія          | Місце  |
| -------------------------------------------- | ------ | ------------------------- | ------ |
| Центральноамериканські і Карибські ігри 2006 | Куба   | вільна боротьба, до 96 кг | Золото |

### Виступи на Кубках світу
| Змагання                    | Збірна | Вагова категорія          | Місце  |
| --------------------------- | ------ | ------------------------- | ------ |
| Кубок світу з боротьби 2005 | Куба   | вільна боротьба, до 96 кг | 5      |
| Кубок світу з боротьби 2006 | Куба   | вільна боротьба, до 96 кг | Срібло |
| Кубок світу з боротьби 2008 | Куба   | вільна боротьба, до 96 кг |        |
| Кубок світу з боротьби 2009 | Куба   | вільна боротьба, до 96 кг | 8      |

### Виступи на інших змаганнях
| Змагання                           | Збірна | Вагова категорія           | Місце  |
| ---------------------------------- | ------ | -------------------------- | ------ |
| Гран-прі Німеччини з боротьби 2007 | Куба   | вільна боротьба, до 96 кг  | Бронза |
| Cerro Pelado International 2013    | Куба   | вільна боротьба, до 120 кг | Золото |
| Кубок Гранми з боротьби 2014       | Куба   | вільна боротьба, до 125 кг | Бронза |

### Виступи на змаганнях молодших вікових груп
| Змагання                                                 | Збірна | Вагова категорія                 | Місце  |
| -------------------------------------------------------- | ------ | -------------------------------- | ------ |
| Панамериканський чемпіонат з боротьби серед юніорів 2002 | Куба   | вільна боротьба, до 97 кг        | Золото |
| Панамериканський чемпіонат з боротьби серед юніорів 2002 | Куба   | греко-римська боротьба, до 97 кг | Золото |